# Kielmeyera excelsa
Kielmeyera excelsa är en tvåhjärtbladig växtart som beskrevs av Jacques Cambessèdes. Kielmeyera excelsa ingår i släktet Kielmeyera och familjen Calophyllaceae. Inga underarter finns listade i Catalogue of Life.